# Meckelbach
Der Meckelbach ist ein kleiner Bachlauf in der westfälischen Stadt Münster. Er verläuft im Westen des Stadtgebietes.

## Verlauf
Der Meckelbach entspringt westlich des Stadtteils Roxel nahe der Stadtgrenze zur Gemeinde Havixbeck. Er fließt in südöstlicher Richtung vorbei  an Roxel, unterquert die Autobahn 1 auf Höhe des Rastplatzes Münsterland und fließt in selbiger Richtung weiter bis zum Stadtteil Mecklenbeck. Dort ändert der Meckelbach seinen Verlauf in nordöstlicher Richtung am nördlichen Rand von Mecklenbeck entlang, bevor er kurz vor dem Aasee rechtsseitig in die Münstersche Aa mündet.
Das Gewässer überwindet während seiner Fließstrecke einen Höhenunterschied von 14 Metern, somit ergibt sich ein mittleres Sohlgefälle von 1,7 ‰.

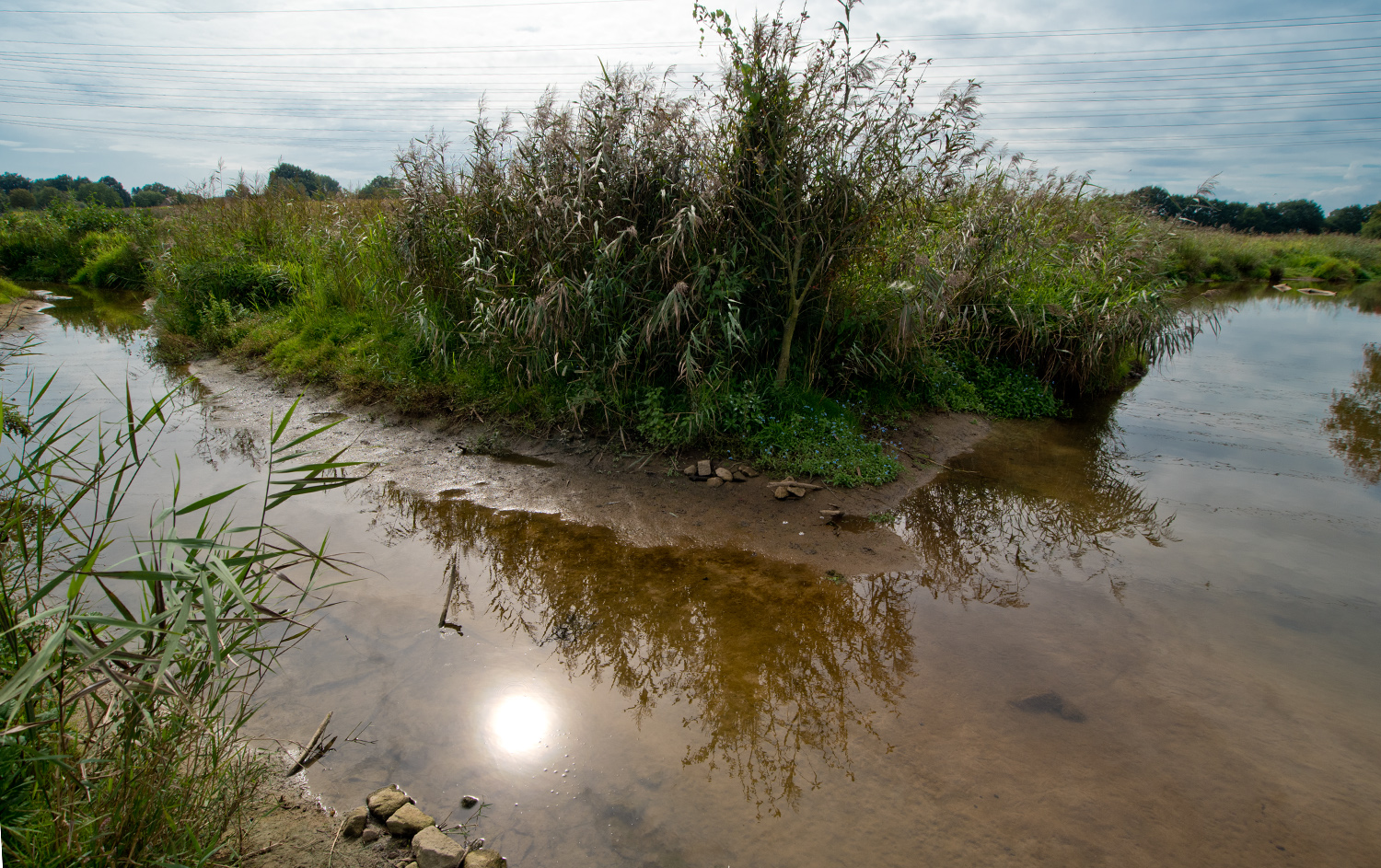
Der Meckelbach (l.) im Bereich der Einmündung in die Münstersche Aa.